# Hiro Mashima
Hiro Mashima (真島ヒロ, Mashima Hiro, nascut el 3 de maig de 1977) és un dibuixant de manga japonès conegut bàsicament pel seu manga de fantasia The Groove Adventure Rave, publicat a la revista Shōnen Magazine de Kodansha des de 1999 fins al 2005. Més endavant, el manga va tenir una versió anime, però va ser cancel·lada abans de completar la sèrie.
El 2006, va començar la sèrie que continua fent avui en dia, un altre manga de fantasia anomenat Fairy Tail, publicat a la Shōnen Magazine de Kodansha, la qual tingué una adaptació a anime emesa per TV Tokyo des de l'octubre de 2009 fins a setembre de 2019.
En Hiro Mashima va ser un convidat important a la Convenció Internacional de Còmics de San Diego del 2008. Té una filla.
Els personatges principals de les serialitzacions Hiro Mashima s'anomenen per les estacions com per exemple:
- RAVE (Haru=Primavera)
- Fairy Tail (Natsu=Estiu)
- Monster Soul (Aki=Tardor)
- Monster Hunter Orage (Shiki=Quatre Estacions)

## Obres
- Rave Master (1999-2005; 35 volums) - 23 milions de còpies en circulació.
- Hiro Mashima's Playground (2003; 2 volums). Recopilatori de diverses històries curtes.
- Monster Soul (2005-2007; 2 volums).
- Fairy Tail (2006-2017; 63 volums) - 72 milions de còpies en circulació.[2]
  - Fairy Tail Zero (2014-2015; 1 volum).
  - Fairy Tail: 100 Years Quest (2018-actualitat; 12 volums), com a guionista.

- Monster Hunter Orage (2008-2009; 4 volums).
- Edens Zero (2018-actualitat; 26 volums).
- Mashima Hero's (2019; 1 volum). Encreuament de sèries entre Rave Master, Fairy Tail i Edens Zero.
- Dead Rock (2023-actualitat).

## Antics ajudants
- Miki Yoshikawa (Yankee-kun to Megane-chan)
- Shin Mikuni (Spray King)
- En Hiro Mashima mai ha treballat com a ajudant d'un altre dibuixant.[3]